# Mesothisa pulverata
Mesothisa pulverata là một loài bướm đêm trong họ Geometridae.